# Батт I
Батт I (*Βάττος, д/н —600 до н. е.) — давньогрецький цар Кирени у 630–600 роках до н. е. Засновник династії Баттіадів.

## Життєпис
Походив з аристократичних родів островів Фери та Крит. Син Полімнеста, представника ферської знаті, та Фроніми, доньці царя міста-держави Оакс на о. Крит. При народженні отримав ім'я Аристотель (краща надія). Невідомо за яких обставив став зватися баттом (або за свою ваду — заїкання, або по прибуттю до Африки — від лівійського солова «вождь»).
У 639 році до н. е. разом із Грінном, царем Фери, Батт подорожував Грецією. Тоді ж відвідали вони дельфійського оракула, який висловився за створення колонії в Лівії (теперішня Африка). З цього моменту цар ер став планувати переселення частини мешканців міста до лівійської землі. Перед великим походом було зроблено декілька подорожей, щоб визначити відстань до Лівії. Зрештою у 630 році до н. е. цар Грінн доручив Батту очолити експедицію. Перша спроба стикнулася із спротивом лівійців. Проте вже наступного року Батт зумів заснувати колонію Азіріс.
Через 6 років Батт за порадою лівійців змінив місце поселення, заснувавши місто Кирена (від назви місцевості Апполонів фонтан — на честь фонтану Кира, присвяченного Аполлону). Себе Батт оголосив царем. Втім в його обов'язки входило розподіл землі, жрецькі обов'язки та головування у війську. Разом з тим Батт I зберігав добрі стосунки із місцевими племенами. завдяки цього греки зуміли затвердитися у Лівії. наслідував у 600 році Батту I його син Аркесілай I